# Saint-Barthélemy-Lestra
 Saint-Barthélemy-Lestra  es una población y comuna francesa, situada en la región de Ródano-Alpes, departamento de Loira, en el distrito de Montbrison y cantón de Feurs.

## Demografía
| 548 | 512 | 493 | 476 | 533 | 582 |
| Para los censos de 1962 a 1999 la población legal corresponde a la población sin duplicidades (Fuente: INSEE [Consultar]) |     |     |     |     |     |